# 체인질링 (영화)
《체인질링》(Changeling)은 2008년 공개된 미국의 미스터리 스릴러 영화로, 클린트 이스트우드가 연출, 공동 제작, 음악을 맡았고, J. 마이클 스트러진스키가 각본을 맡았으며, 아동 범죄, 여성 권한 제한, 정치적 부패, 정신병 환자들에 대한 학대, 폭력의 영향을 다루고 있다. 1928년에 벌어진 실제 사건인 오늘날의 마이라로마인 와인빌에서 일어난 닭 농장 납치 살해 사건을 배경으로 하고 있다. 안젤리나 졸리는 아들과 재회했으나 그녀가 찾던 아이가 바로 아니라는 걸 깨달은 여성 역으로 출연했다. 그녀는 경찰과 시 관계자들에 입증을 하려하나, 망상을 가지고 있고 어머니로서 부적절하다고 비난을 받는다.
스트러진스키는 로스엔젤레스 시청에서 와인빌 닭 농장 살인 사건을 들은 후 이 사건을 조사하는데 1년을 보냈다. 이 영화의 각본 대부분은 수천장의 기록에서 얻어진 것이다. 그의 첫 원고는 촬영 대본이 되었고, 이는 제작화된 첫 영화 대본이기도 하다. 론 하워드는 원래 영화를 직접 연출하려 했으나, 스케줄 문제로 이스트우드로 대체됐다. 하워드와 그의 이매진 엔터테인먼트 파트너 브라이언 그레이저는 말파소 프로덕션스의 로버트 로렌츠, 이스트우드와 함께 《체인질링》의 제작을 하였다. 유니버셜 픽쳐스는 영화 재정 지원과 배급을 맡았다.
몇몇 배우들이 주인공 역으로 물망에 올랐으나, 궁극적으로 이스트우드는 졸리의 얼굴이 1920년대 배경에 적합할 것이라고 결정하였다. 그외에도 제프리 도너번, 제이슨 버틀러 하너, 존 말코비치, 마이클 켈리, 에이미 라이언등이 출연했다. 등장하는 배역 중에 일부는 실제 인물들을 배경으로 한 가상의 인물들이다. 본 촬영은 2007년 10월 15일에 시작되어, 몇 주 뒤인 12월 말에 끝이 났고, 로스엔젤레스와 남부 캘리포니아의 일부 장소에서 이뤄졌다. 배우들과 제작진들은 이스트우드의 억제된 연출이 조용한 분위기와 짧은 촬영 날짜로 이어졌다고 언급했다. 후반 제작 때 컴퓨터로 스카이라인과 배경, 자동차, 사람들을 보충했다.
2008년 5월 20일 제61회 칸 영화제에서 비평적 극찬과 함께 첫 시사회를 가졌다. 추가적인 영화제등에서 2008년 10월 24일 미국내 제한 상영을 했고, 그 이후인 2008년 10월 31일 북미에서 개봉했다. 비평적 반응은 칸에서 보다는 엇갈렸다. 연기와 줄거리에서는 칭찬을 받은 반면 영화의 "관습적인 스테이징"과 "색조의 부족"은 비판받았다. 박스 오피스 수익 1억 1,300만 달러를 벌어들였고 이 중 3,570만 달러는 미국과 캐나다에서 거둔 것이며, 아카데미 시상식에서 3개 부문 후보, BAFTA에서 8개 부문 후보에 올랐다.

## 줄거리
1928년 로스앤젤레스에서 싱글맘 크리스틴 콜린스는 9살 아들 월터가 사라진 것을 발견한다. 지역 목사는 경찰의 무능함과 부패를 비판하며 이 사건을 공개적으로 알린다. 6개월 후, 경찰은 월터가 살아있다는 소식을 전하며 언론 앞에서 재회를 주선하지만, 크리스틴은 그 아이가 자신의 아들이 아니라는 것을 알아차린다. 그러나 경찰은 그 아이가 월터라고 주장하며 크리스틴에게 아이를 집으로 데려가라고 강요한다.
크리스틴은 그 아이가 월터와 달리 할례를 받았고 키도 더 작다는 사실을 발견한다. 경찰은 아이가 충격으로 척추가 줄어들었고, 납치범이 할례를 한 것이라고 주장한다. 언론은 크리스틴을 부적절한 엄마로 몰아가고, 그녀가 경찰에 진실을 말하자 정신병원에 강제로 수용된다. 병원에서는 경찰에 저항한 다른 여성들과 함께 갇히게 되고, 의사는 크리스틴을 망상 환자로 진단하여 그녀가 월터에 대한 주장을 철회해야만 퇴원시켜주겠다고 한다.
한편, 형사는 와인빌 농장에서 10대 소년을 체포하고, 그 소년은 삼촌이 20명의 아이들을 납치하고 살해하는 것을 도왔다고 고백한다. 그는 월터도 그중 한 명이었다고 진술하고, 이후 크리스틴은 이 사건의 희생자가 될 가능성이 제기되며 풀려난다. 월터의 가짜 행세를 했던 아이는 경찰이 자신에게 거짓말을 강요했다고 밝히고, 경찰은 범인을 체포한다. 유명 변호사는 크리스틴의 사건을 맡아 경찰이 침묵시키려 했던 다른 여성들을 석방시킨다.
크리스틴은 시청에서 열린 청문회에 참석하여 부패한 경찰 관계자들의 해고를 요구하고, 그들은 직위에서 물러나게 된다. 살인범은 유죄 판결을 받고 사형에 처해진다. 시간이 흘러 살해당한 것으로 알려진 다른 소년이 살아있는 채로 발견되어 월터가 자신을 탈출하도록 도왔다는 것을 밝힌다. 이로 인해 크리스틴은 월터가 살아있을 수도 있다는 희망을 품게 된다.
영화의 마지막에는 사건 관련자들의 후일담이 자막으로 제시된다. 부패한 경찰 간부들은 해고되거나 강등되었고, 경찰의 권력 남용으로 정신병원에 수감되는 것을 막는 법률이 제정되었다. 크리스틴 콜린스는 아들을 찾는 노력을 포기하지 않았다는 것으로 영화는 마무리된다.

## 배역
- 안젤리나 졸리 - 크리스틴 콜린스
- 존 말코비치 - 구스타브 브리겔브 목사
- 제프리 도너번 - 존스 반장
- 마이클 켈리 - 레스터 이바라 형사
- 콜름 피오 - 제임스 E. 데이비스 청장
- 제이슨 버틀러 하너 - 고든 스튜어트 노스코트
- 에이미 라이언 - 캐롤 덱스터
- 조프 피어슨 - 새미 "S.S." 한
- 데니스 오헤어 - 조너던 스틸 박사
- 프랭크 우드 - 벤 해리스
- 피터 제러티 (Peter Geretty) - 얼 W. 타르 박사
- 리드 버니 (Reed Birney) - 크라이어 시장
- 개틀링 그리피스 - 월터 콜린스